# 성 바오로 수도회

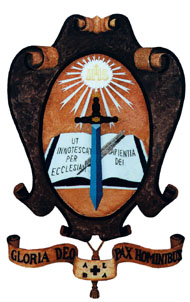
성바오로수도회의 문장

성바오로수도회(라틴어: Societas a Sancto Paulo Apostolo)는 1914년 8월 20일 복자 야고보 알베리오네 신부가 이탈리아 알바 시에서 창립한 가톨릭교회의 수도회이다. 수도회 본원은 이탈리아 북부 알바시에 있고 총원은 로마에 있다.
성 바오로 수도회 수도자들은 바오로회원(paolino)이라고 부르며(협력자들은 coopelatori paolini이다.), 창립자 알베리오네 신부의 정신에 따라 사회 홍보 수단을 통해 현대인들에게 성 바오로 사도와 같이 기독교 복음을 전파하는 것을 소명으로 삼으며, 이를 위해 서적, 영화, 애니메이션, 라디오, 텔레비전, 멀티미디어 등 각종 매스 커뮤니케이션 기술을 적극적으로 활용하고 있는 특징을 가지고 있다.
대한민국에는 1961년 12월 2일 선교사가 파견되어 1962년 1월 15일 한국 본원이 설립되었다.

## 같이 보기
- 성바오로딸수도회